# Phobaeticus hypharpax
Phobaeticus hypharpax är en insektsart som först beskrevs av John Obadiah Westwood 1859.  Phobaeticus hypharpax ingår i släktet Phobaeticus och familjen Phasmatidae. Inga underarter finns listade i Catalogue of Life.